# كلاوديو سالتو
كلاوديو سالتو (بالإسبانية: Claudio Salto)‏ هو لاعب كرة قدم أرجنتيني في مركز الهجوم، ولد في 4 يناير 1995 في مدينة براغدو في الأرجنتين. لعب مع ريفر بليت.

## وصلات خارجية
- كلاوديو سالتو على موقع قاعدة بيانات كرة القدم.إي يو (الإنجليزية)
- كلاوديو سالتو على موقع Soccerway.com (الإنجليزية)
- كلاوديو سالتو على موقع عالم كرة القدم.نت (الإنجليزية)
- كلاوديو سالتو على موقع AS.com (الإسبانية)